# Vandalská válka
Vandalská válka, případně nazývána jako byzantsko-vandalská válka, proběhla v letech 533 a 534, kdy Byzantská říše ovládla Vandalské království v severní Africe. Dobývání vedl generál Belisarios, který v září 533 porazil vandalského krále Gelimera v bitvě u desátého milníku, následně bez prolití krve získal Kartágo a v následných bojích definitivně porazil Vandaly a ovládl tak značnou část pobřeží severozápadní Afriky, Sardinii a některé další ostrovy v západním Středomoří.

## Pozadí
Vandalové vpadli do Afriky v roce 428 u dnešního Tangeru a v roce 439 dobyli Kartágo. Vandalové ovládali část pobřeží dnešního Tuniska a Alžírska, Sardinii, Korsiku a Baleáry. Východořímská říše se snažila získat území zpět, v roce 468 východořímský císař Basiliskos vedl společnou západořímskou a východořímskou flotilu proti Vandalům, ovšem Vandalové v námořní bitvě vyhráli, v důsledku čehož císař Zenon uzavřel s Vandaly mírovou smlouvu. Vandalové vyznávali ariánství a utlačovali chalkedonské křesťany. V letech 523–530 vládl Vandalskému království král Hilderich, který udržoval dobré vztahy s Byzantskou říší a zrušil pronásledování chalkedonských křesťanů. Roku 527 se byzantským císařem stal Justinián.
V roce 530 byl Hilderich svržen a na trůn nastoupil Gelimer. Justinián požadoval propuštění Hildericha a dovolení mu odjet do azylu do Konstantinopole. Gelimer ultimátum odmítl splnit. Gelimer začal ve strachu z povstání popravovat svoji šlechtu. Vandalský správce Sardinie Godas proti Gelimerovi povstal a prohlásil se vládcem Sardinie. V Tripolitanii proti Vandalům povstali Berbeři v čele s Pudentiem. Gelimer poslal svého bratra Tzaza potlačovat povstání na Sardinii.

## Příprava

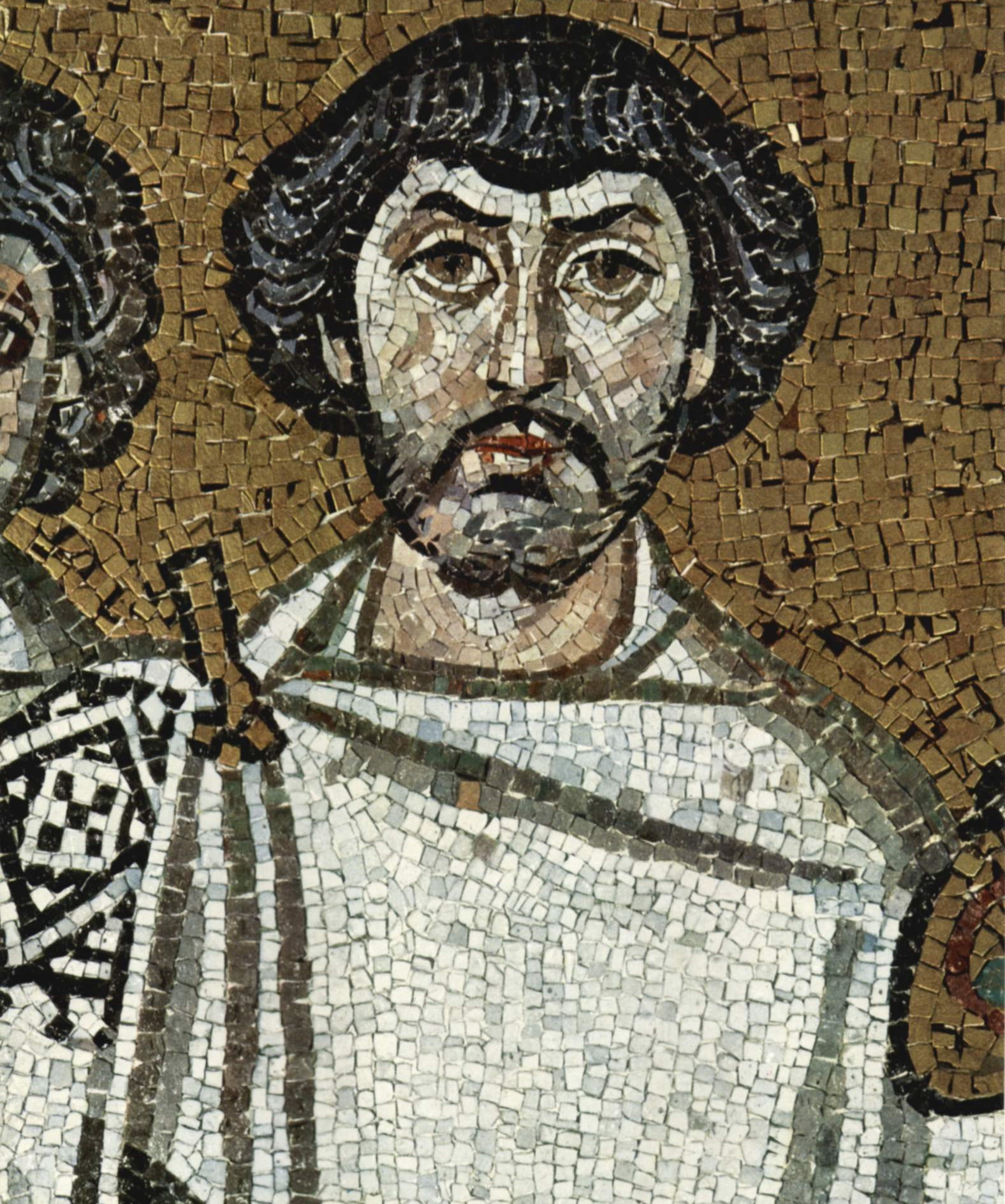
Detail Belisaria v bazilice San Vitale, Ravenna

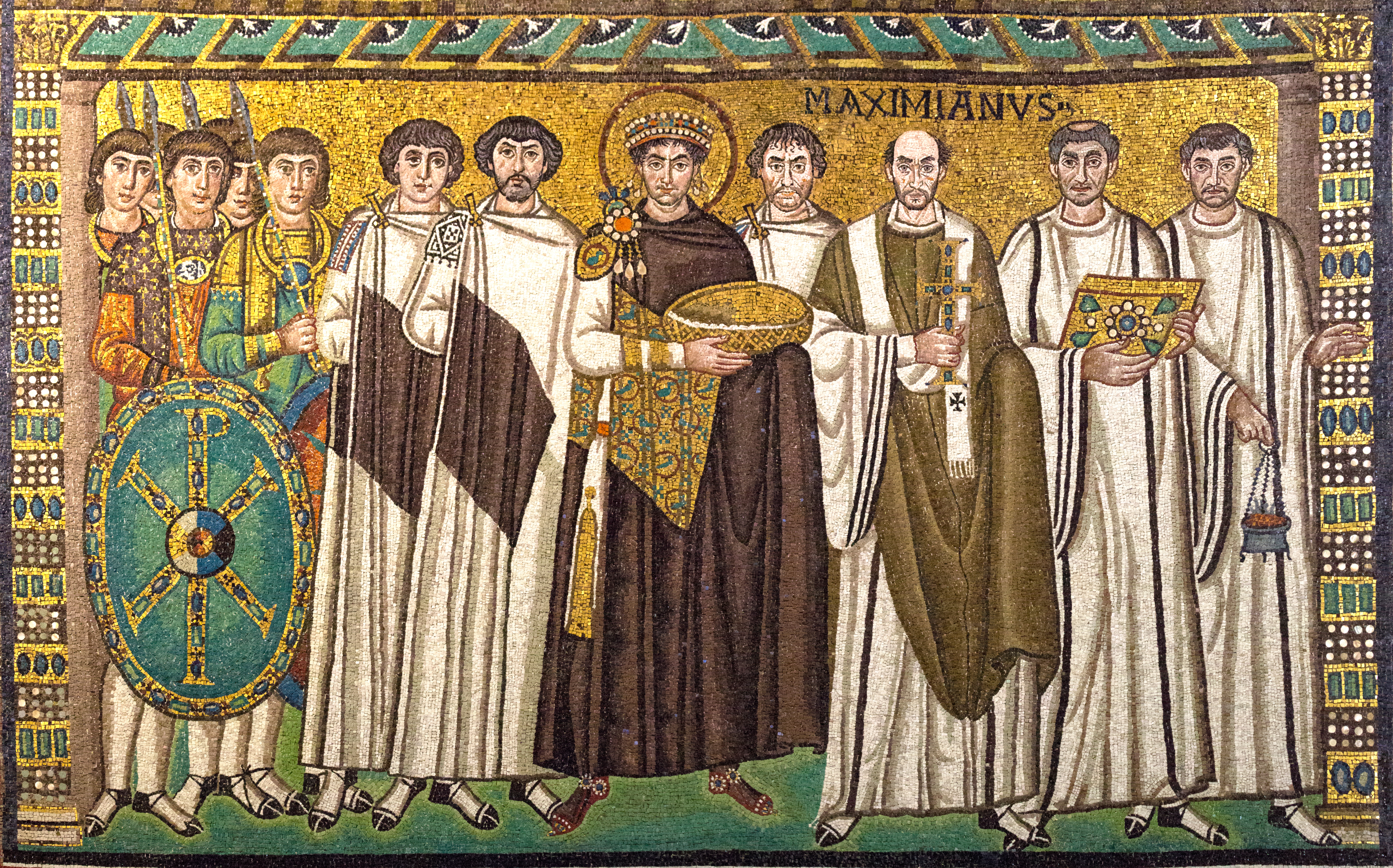
Mozaika císaře Justiána a předních mužů z jeho státní správy v bazilice San Vitalle v Ravenně. Belisarios stojí z našeho pohledu vlevo od Justiniána

Císař Justinián pro tažení proti Vandalům pověřil svého generála Flavia Belisaria, jelikož zvítězil nad Sasánovskou Persií v bitvě u Dary a potlačil povstání Níká a byl by schopen udržet přízeň obyvatel severozápadní Afriky díky schopnosti se snadno domluvit (Belisarios byl rodilý mluvčí latiny) a schopnosti udržet své jednotky na uzdě. Gelimer poslal svého bratra Tzaza potlačovat povstání na Sardinii. Belisaria doprovázela manželka Antonina a historik Prokopios. Gelimer poslal svého bratra Tzaza potlačovat povstání na Sardinii. Belisarova armáda čítala 10 000 pěšáků (ze stálé armády comitatenses i spojenců foedaratů), 500 jezdců, 2000 bucellari, elitního sboru, 600 Hunů a 400 Herulů.
Dne 1. července armáda opustila Dardanely. Při přijímání posil v Methoni na Peloponésu zemřelo 500 vojáků na úplavici ze špatně upečeného chleba. Během přistání v Katánii se Byzantinci dozvěděli, že vandalská armáda bojuje na Sardinii.

## Válka

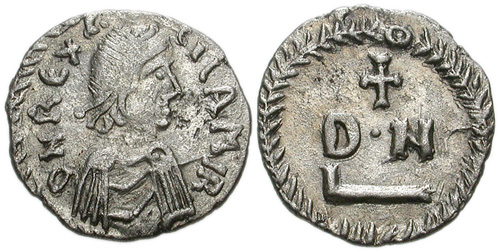
Mince s vyobrazením vandalského krále Gelimera.

Byzantské vojsko se vylodilo u města Chebba jižně od Kartága. Belisarios se prezentoval jako osvoboditel od vandalské nadvlády. Prokopius uvádí: „Vojáci se chovali uměřeně, nezačali žádné nespravedlnosti, ani neučinili nic z cesty a Belisarios tím projevil velkou mírnost a laskavost, získal Libyjce na svou stranu tak dokonale, že se poté vydal na cestu jako ve své vlastní zemi". Armáda postupovala pevninou na sever podél pobřeží doprovázená flotilou, která plula poblíž armády. Gelimer se dozvěděl o vylodění Byzantinců a nechal popravit Hildericha i s jeho rodinou.

### Bitva u desátého milníku

Schéma bitvy u desátého milníku

Byzantská a vandalská armáda se setkaly u desátého milníku na jih od Kartága. K bitvě došlo 13. září 533 v jižní části dnešní aglomerace města Tunis. Byzantská armáda rychle porazila armádu Vandalů.

### Vstup do Kartága

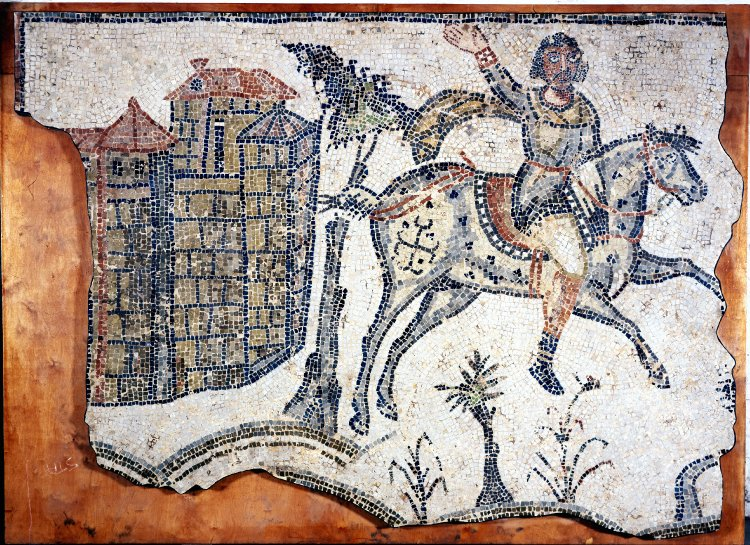
Vandalský jezdec, mozaika nalezená blízko Kartága

Po vítězství u desátého milníku jezdectvo Jana Arména rychle postupovalo ke Kartágu a pěchota pochodovala pomaleji za nimi. Obyvatelé Kartága otevřeli brány města Byzantincům. Belisarios se obával, zda se nejedná o léčku, tak nařídil armádě přes noc počkat poblíž města. Obyvatelé vítali Belisaria jako osvoboditele. Belisarios vojákům zakázal plenění města a zabíjení obyvatel. Vojáci opravili hradby kvůli očekávanému příchodu Gelimera. Flotila vplula do jezera Tunis. Belisarios dle Prokopia přišel do Gelimerova královského paláce a snědl jeho připravenou večeři. Do Kartága přišli vyslanci několika berberských kmenů a slíbili věrnost Belisariovi.
Tzazon se vrátil ze Sardinie a přistál severně od Kartága a spojil své síly s Gelimerem. Gelimier zničil akvadukty vedoucí vodu do Kartága a infiltroval do města několik špionů. Špioni se snažili přesvědčit Huny, ať se vzbouří, ale po slibu, že se po válce budou moci vrátit z Afriky do své domoviny zůstali věrni Byzantské říši.

### Bitva u Tricamarum
Vandalové si postavili tábor před branami Kartága několik stovek metrů jihozápadně od pahorku Byrsa. Jezdectvo Jana Arména přitáhlo k vandalskému táboru a Vandaly rychle porazilo. Gelimer se svými věrnými vzal věci z tábora a uprchl.

### Hon na Gelimera
Jan Armén pět dní pronásledoval Gelimera, ale nakonec zemřel při nehodě. Gelimer uprchl do Hippo Regius a dále do horské vesnice Medeus obývané jeho spojeneckými Berbery. Belisarios vyslal 400 mužů k obležení Gelimera. Gelimerům věrný Bonifatius chtěl odvést královský poklad z Hippo Regius do Vizigótské Hispánie, což ovšem kvůli nepříznivým větrům nestihl, a tak poklad předal Byzantincům výměnou za svoji bezpečnost. Následně se vandalská posádka v Hippo Regius bez boje vzdala Belisariovi pod podmínkou dobrého zacházení. Byzantská říše rychle získala kontrolu nad jednotlivými vandalskými městy v Africe, na Sardinii, Korsice a Baleárech. Obléhání Gelimera v Atlasu se protáhlo přes zimu, obě strany konfliktu trpěly hladem a zimou. Byzantinci se pokusili o útok, ale byli odraženi. Nakonec byla podepsána dohoda, že se Gelimer vzdá, bude transportován do Kartága a bude mu zajištěna bezpečnost.

## Následky

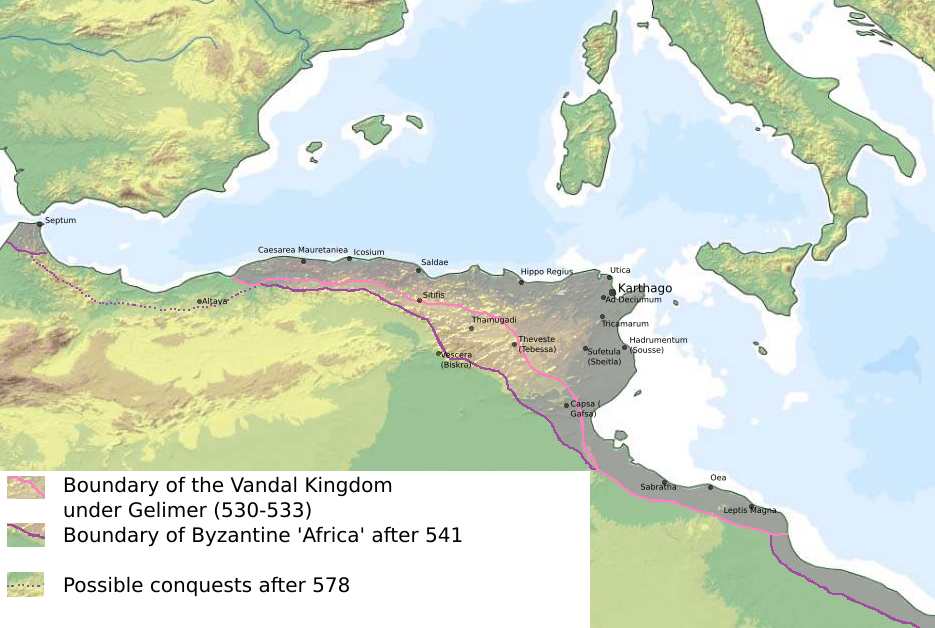
Území získané Byzantské říší vítězstvím ve vandalské válce

Někteří důstojníci rozšířili fámu, že Belisarios chce vytvořit v Africe vlastní království. Justinián proto otestoval pravdivost této zprávy tím, že Belisarovi napsal, ať si vybere, zda zůstane v Africe nebo se vrátí do Konstantinopole. Belisarios se rozhodl k návratu do Konstantonopole, přivezl s sebou i zajatého Gelimera. Belisariovi byl v hlavním městě Byzance složen triumf. Belisarios sebou přivezl do města i královský poklad, včetně předmětů uloupených Vandaly v Římě v roce 455, mezi kterými byla i menora z Druhého jeruzalémského chrámu. Gelimer byl propuštěn a získal pozemky v Galacii.

### Obnovení římské nadvlády v Africe
Císař Justinián ve svém zákoníku uvedl: "Naši předchůdci si tuto Boží přízeň nezasloužili, protože jim nejen nebylo dovoleno osvobodit Afriku, ale dokonce viděli, jak byl samotný Řím zajat Vandaly a všechny císařské insignie odtud odvezeny do Afriky. Nyní nám však Bůh ve svém milosrdenství předal do našich rukou nejen Afriku a všechny její provincie, ale také císařské insignie, které nám poté, co byly odebrány při dobytí Říma, vrátil."
Vandalům bylo zakázáno zastávat úřady a došlo k restitucím majetku jeho dřívějším majitelům. Majetky ariánské církve byly vyvlastněny. Byzantští vojáci si brali za manželky vdovy po zemřelých vandalských vojácích. Došlo k obnovení jednotlivých římských provincií. Byzantská říše kontrolovala pobřeží přibližně k dnešnímu městu Oran, dále na západ Byzantská říše ovládala jen poloostrov Tingitan. Zbytek pobřeží a vnitrozemské oblasti byly pod kontrolou berberských států. Následně probíhaly moje mezi Byzantskou říší a částí Berberů. Další rok po porážce Vandalů vypukla gótská válka mezi Byzantskou říší a Ostrogóty, která se od vandalské války velice lišila svoji délkou a ztrátami obyvatelstva, probíhala v letech 535–554 a během ní Byzantská říše získala kontrolu nad Itálií.